# Večeras vas zabavljaju muzičari koji piju
A Večeras vas zabavljaju muzičari koji piju a Riblja čorba együttes ötödik stúdiólemeze, mely 1984-ben jelent meg a Jugoton kiadásában. Katalógusszáma: LSY 10023.

## Az album dalai

### A oldal
1. Kazablanka (3:36)
2. Muzičari koji piju (2:13)
3. Mangupi vam kvare dete (1:58)
4. Džukele će me dokusuriti (3:16)
5. Nemoj da kažeš mome dečku (3:37)
6. Gluposti (3:12)

### B oldal
1. Priča o Žiki Živcu (3:00)
2. Besni psi (4:17)
3. Kad hodaš (4:01)
4. Minut ćutanja	(3:21)
5. Ravnodušan prema plaču (3:15)